# Suely w niebie
Suely w niebie (port. O Céu de Suely) – brazylijsko-niemiecko-portugalsko-francuski dramat filmowy z 2006 roku w reżyserii Karima Aïnouza. W 2015 film został umieszczony na liście stu najlepszych brazylijskich filmów wszech czasów przez Brazylijskie Stowarzyszenie Krytyków Filmowych (Abraccine).

## Opis fabuły
Po dwóch latach, spędzonych w wielkim mieście, Hermila (Hermila Guedes) wraca do rodzinnej wioski. Zamierza czekać tam na przyjazd ojca swojego dziecka. Powoli jednak odkrywa smutną prawdę – ukochany mężczyzna do niej nie wróci, marzenia o przyszłości pełnej światła i miłości okazały się jedynie młodzieńczymi złudzeniami. Zagubiona i zdesperowana spróbuje pozbierać swoje rozsypane życie z dawnym narzeczonym, ale szybko dojdzie do wniosku, że jedynym wyjściem z trudnej sytuacji jest zerwanie z przeszłością. Rozmowa z wiejską prostytutką wskaże jej drogę, z dala od wioski jako Suely poszuka swojej drugiej szansy na szczęście.

## Obsada
- Hermila Guedes – Hermila/Suely
- Maria Menezes – Maria
- Zezita de Matos – Zezita
- João Miguel – João
- Georgina Castro – Georgina
- Cláudio Jaborandy – Cláudio
- Marcélia Cartaxo – Marcélia
- Matheus Vieira – Matheus
- Flávio Bauraqui – Flávio

## Nagrody
Źródło
| Rok  | Festiwal                               | Nagroda                            | Wynik     |
| ---- | -------------------------------------- | ---------------------------------- | --------- |
| 2006 | Bratislava International Film Festival | Najlepsza aktorka (Hermila Guedes) | Nagroda   |
| 2006 | Bratislava International Film Festival | Grand Prix                         | Nominacja |
| 2006 | Havana Film Festival                   | Najlepsza aktorka (Hermila Guedes) | Nagroda   |
| 2006 | Havana Film Festival                   | Grand Coral                        | Nagroda   |
| 2006 | 63. MFF w Wenecji                      | Najlepszy film                     | Nominacja |